# Gran Premio Città di Camaiore 2008
Il Gran Premio Città di Camaiore 2008, cinquantanovesima edizione della corsa e valida come evento dell'UCI Europe Tour 2008 categoria 1.1, si svolse il 7 agosto 2008 su un percorso di 193,7 km. Fu vinto dall'italiano Leonardo Bertagnolli che terminò la gara in 4h29'14", alla media di 43,167 km/h.
Partenza con 137 ciclisti, dei quali 77 portarono a termine il percorso.

## Ordine d'arrivo (Top 10)
| Pos. | Corridore            | Squadra       | Tempo    |
| ---- | -------------------- | ------------- | -------- |
| 1    | Leonardo Bertagnolli | Liquigas      | 4h29'14" |
| 2    | Vasil' Kiryenka      | Tinkoff       | a 17"    |
| 3    | Maurizio Biondo      | Cer. Flaminia | s.t.     |
| 4    | Massimo Giunti       | Miche         | s.t.     |
| 5    | David Tanner         | Barloworld    | s.t.     |
| 6    | Francesco Reda       | NGC Medical   | s.t.     |
| 7    | Francesco Failli     | Acqua & Sap.  | s.t.     |
| 8    | Alessandro Bertuola  | Preti Mangimi | s.t.     |
| 9    | Pasquale Muto        | Miche         | s.t.     |
| 10   | Luca Solari          | Diquigiovanni | s.t.     |